# Ljubično
Ljubično je razloženo naselje v Občini Poljčane, v južnem delu Dravinjskih goric. 
Naselje leži na  vzhodnem obrobju Zbelovske gore (439 mnm), kjer na vzhodni vzpetini nad Zbelovim stojijo ruševine Zbelovskega gradu, in na severnih pobočjih gozdnate vzpetine Ljubične (533 mnm) južno nad dolino reke Dravinje in jugozahodno od Poljčan. Naselje sestavljajo zaselki Spodnje in Zgornje Ljubično, Cerje, Prevole, Strmec in v bližini poznogotske podružnične cerkve Škapulirske Matere Božje s konca 15. stoletja še zaselek Božji Vrh. Največ vinogradov z zidanicami je na prisojnih lapornih terenih okrog Cerja.